# Liste der Biografien/Bros
Liste der Biografien |
Portal Biografien |
Personensuche
# |
A |
B |
C |
D |
E |
F |
G |
H |
I |
J |
K |
L |
M |
N |
O |
P |
Q |
R |
S |
T |
U |
V |
W |
X |
Y |
Z |
?
 
Ba |
Be |
Bd |
Bg |
Bh |
Bi |
Bj |
Bl |
Bm |
Bn |
Bo |
Br |
Bs |
Bu |
Bw |
By |
Bz
 
Bra |
Brc |
Brd |
Bre |
Brg |
Bri |
Brj |
Brk |
Brl |
Brn |
Bro |
Brp–Brt |
Bru |
Brv |
Bry |
Brz
 
Broa |
Brob |
Broc |
Brod |
Broe |
Brof |
Brog |
Broh |
Broi |
Broj |
Brok |
Brol |
Brom |
Bron |
Broo |
Brop |
Broq |
Bror |
Bros |
Brot |
Brou |
Brov |
Brow |
Brox |
Broy |
Broz
Die Liste der Biografien führt alle Personen auf, die in der deutschsprachigen Wikipedia einen Artikel haben. Dieses ist eine Teilliste mit 202 Einträgen von Personen, deren Namen mit den Buchstaben „Bros“ beginnt.

## Bros
- Bros, Hugo (1904–1976), deutscher Politiker (CDU), MdL
- Broš, Michal (* 1976), tschechischer Eishockeyspieler

### Brosa
- Brosa i Casanobas, Francesc (1834–1899), katalanischer Baumeister
- Brosa i Vives, Antoni (1894–1979), katalanischer Violinist und Musikpädagoge
- Brosamer, Hans (1495–1554), deutscher Maler, Kupferstecher, Formschneider und Zeichner
- Brösamle, Adolf (1904–1982), deutscher Chemiker und Jurist
- Brösamle, Kurt (* 1906), deutscher Hörfunkjournalist und Diplom-Turn- und Sportlehrer
- Brösamle, Walter (1903–1976), deutscher Verwaltungsjurist

### Brosb
- Brosbøl, Kirsten (* 1977), dänische Politikerin der Sozialdemokraten, Mitglied des Folketing

### Brosc
- Brosch, Albert (1886–1970), deutscher Volksliedsammler
- Brosch, Claudia (* 1963), deutsche Schauspielerin
- Brosch, Elke (* 1943), deutsche Schauspielerin, Synchron- und Hörspielsprecherin
- Brosch, Franz (* 1949), deutscher Politiker (CSU), MdL und Funktionär
- Brosch, Ingo (* 1969), deutscher Schauspieler
- Brosch, Iris (* 1964), deutsche Modefotografin, Kunstfotografin, Videokünstlerin und PerformancekünstlerinIris Brosch (* 1964)

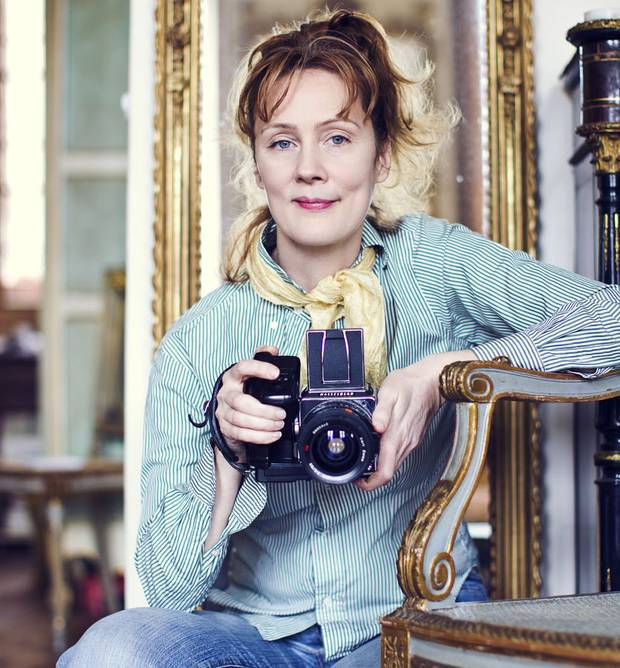
Iris Brosch (* 1964)

- Brosch, Jan (* 1991), deutscher Handballspieler
- Brosch, Klemens (1894–1926), österreichischer Grafiker
- Brosch, Moritz (1829–1907), österreichischer Neuzeithistoriker
- Brosch, Peter Friedrich (* 1934), deutscher Elektroingenieur
- Brosch, Robin (* 1967), deutscher Schauspieler und Synchronsprecher
- Brosch, Rudolf († 1952), österreichischer Fechter
- Brosch, Yvonne (* 1950), deutsche Schauspielerin und Regisseurin
- Brosch-Aarenau, Alexander von (1870–1914), österreichisch-ungarischer Offizier und Politiker
- Broschat, Bärbel (* 1957), deutsche Leichtathletin
- Broschat, Bodo (* 1959), deutscher Medailleur und Münzgestalter
- Brosche, Günter (1939–2023), österreichischer Musikwissenschafter und Bibliothekar
- Brosche, Heidemarie (* 1955), deutsche Schriftstellerin
- Brosche, Karl (1813–1866), österreichisch-böhmischer Kaufmann, Fabrikant und Politiker
- Brosche, Richard (1884–1965), deutsch-böhmischer Architekt
- Brosche, Robert (1858–1936), deutscher Eisenbahningenieur
- Broscheit, Guido (* 1968), deutscher SchauspielerGuido Broscheit (* 1968)

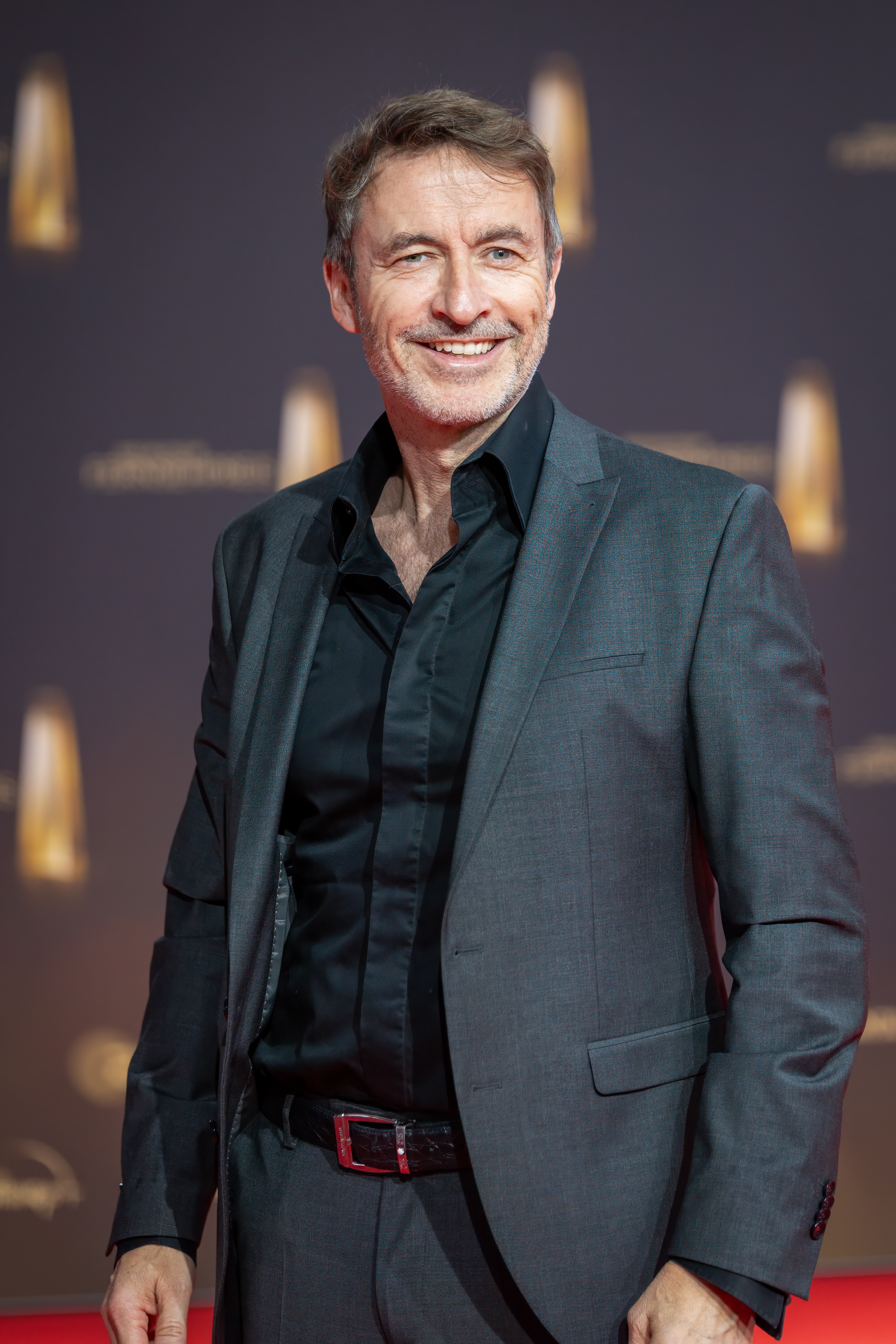
Guido Broscheit (* 1968)

- Broscheit, Thomas (* 1957), deutscher Volleyballspieler
- Broschek, Albert (1858–1925), deutscher Verleger
- Broschek, Albert (1906–1953), deutscher Automobilrennfahrer und Verleger
- Broschek, Kurt (1884–1946), deutscher Verleger
- Broschek, Otto (1902–1978), österreichischer Unternehmer, Wiener Hafendirektor und Firmengründer
- Broschell, Albert (1908–1980), memeldeutscher Politiker (SovoG, GB/BHE, GDP)
- Broschi, Riccardo († 1756), italienischer Komponist
- Broschinski, Moritz (* 2000), deutscher FußballspielerMoritz Broschinski (* 2000)

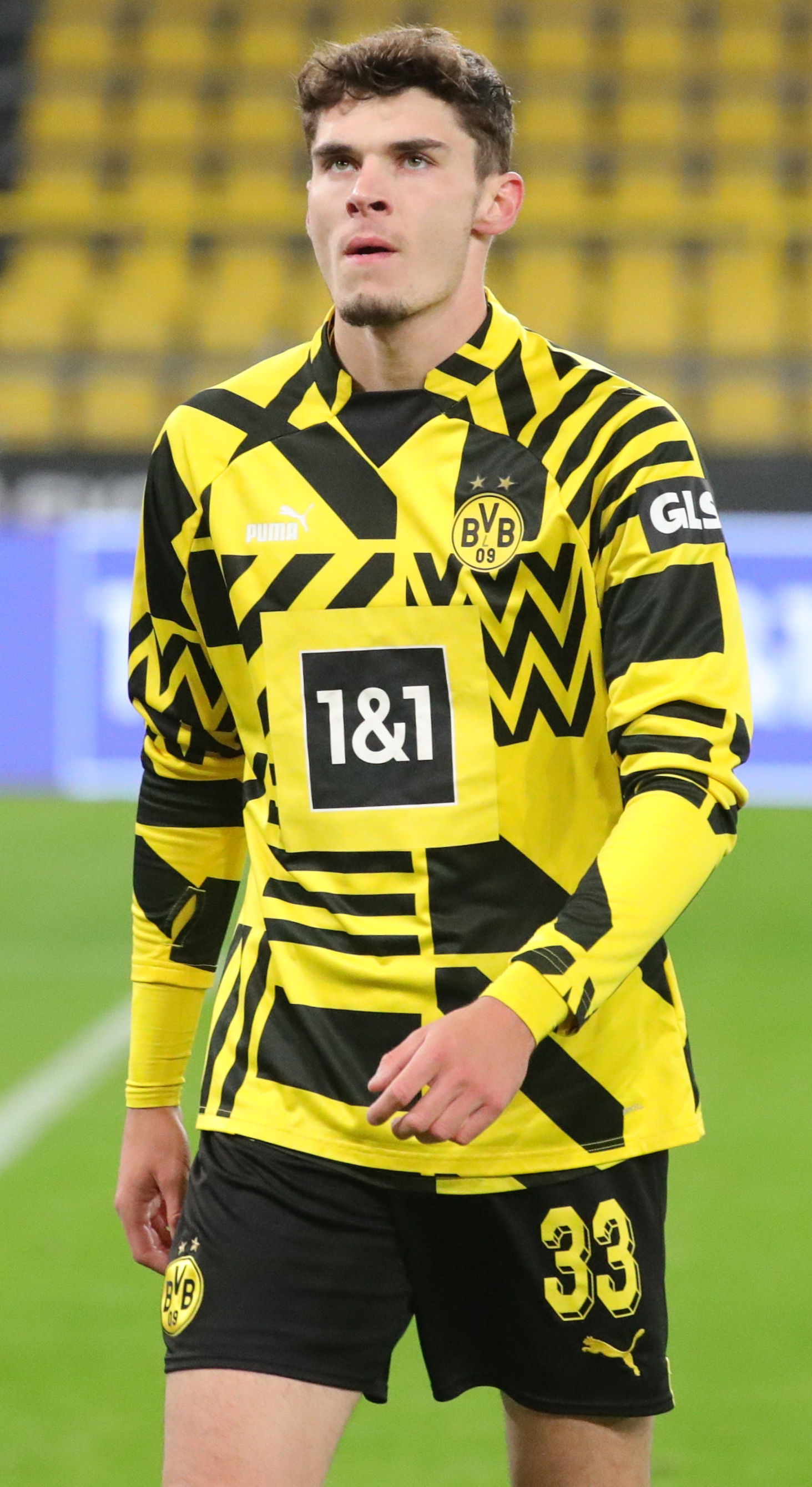
Moritz Broschinski (* 2000)

- Broschko, Karl (1900–1972), deutscher Politiker (SPD), MdL
- Broschkowski, Ephraim (* 1972), deutscher Autor, Regisseur und Creative Producer
- Broscius, Johannes (1585–1652), polnischer Polyhistor, Mathematiker, Arzt und Astronom

### Brosd
- Brosda, Carsten (* 1974), deutscher Politikwissenschaftler, Senator in Hamburg und Politiker (SPD)
- Brosda, Werner (* 1947), deutscher Fußballspieler
- Brösdorf, Bernd (* 1949), deutscher Politiker (SPD), MdV

### Brose
- Brose, Andrea (* 1967), deutsche Schauspielerin
- Bröse, Bodo (1927–2015), deutscher Pädagoge und Hochschullehrer
- Brose, Carl (1880–1959), deutscher Bildhauer und Unternehmer
- Brose, Christian Wilhelm (1781–1870), deutscher Bankier
- Brose, Ekkehard (* 1958), deutscher Diplomat, Präsident der Bundesakademie für Sicherheitspolitik
- Brose, Emil (1901–1962), deutscher Maler
- Brose, Erich (1894–1974), Volksschullehrer und Heimatforscher
- Brose, Hanns-Georg (1945–2018), deutscher Soziologe
- Brose, Jens Peter (* 1959), deutscher Film- und Theaterschauspieler sowie Busfahrer
- Brose, Karl (1855–1930), preußischer Generalmajor
- Brose, Max (1884–1968), Kaufmann und Industrieller
- Brose, Oscar (* 2002), deutscher Schauspieler mit Wohnsitz in Essen
- Brose, Sabine (* 1966), deutsche Filmeditorin
- Bröse, Siegfried (1895–1984), deutscher Verwaltungsjurist in Preußen und Baden
- Brose, Thomas, deutscher Religionsphilosoph, Theologe, Wissenschaftsorganisator und PublizistThomas Brose

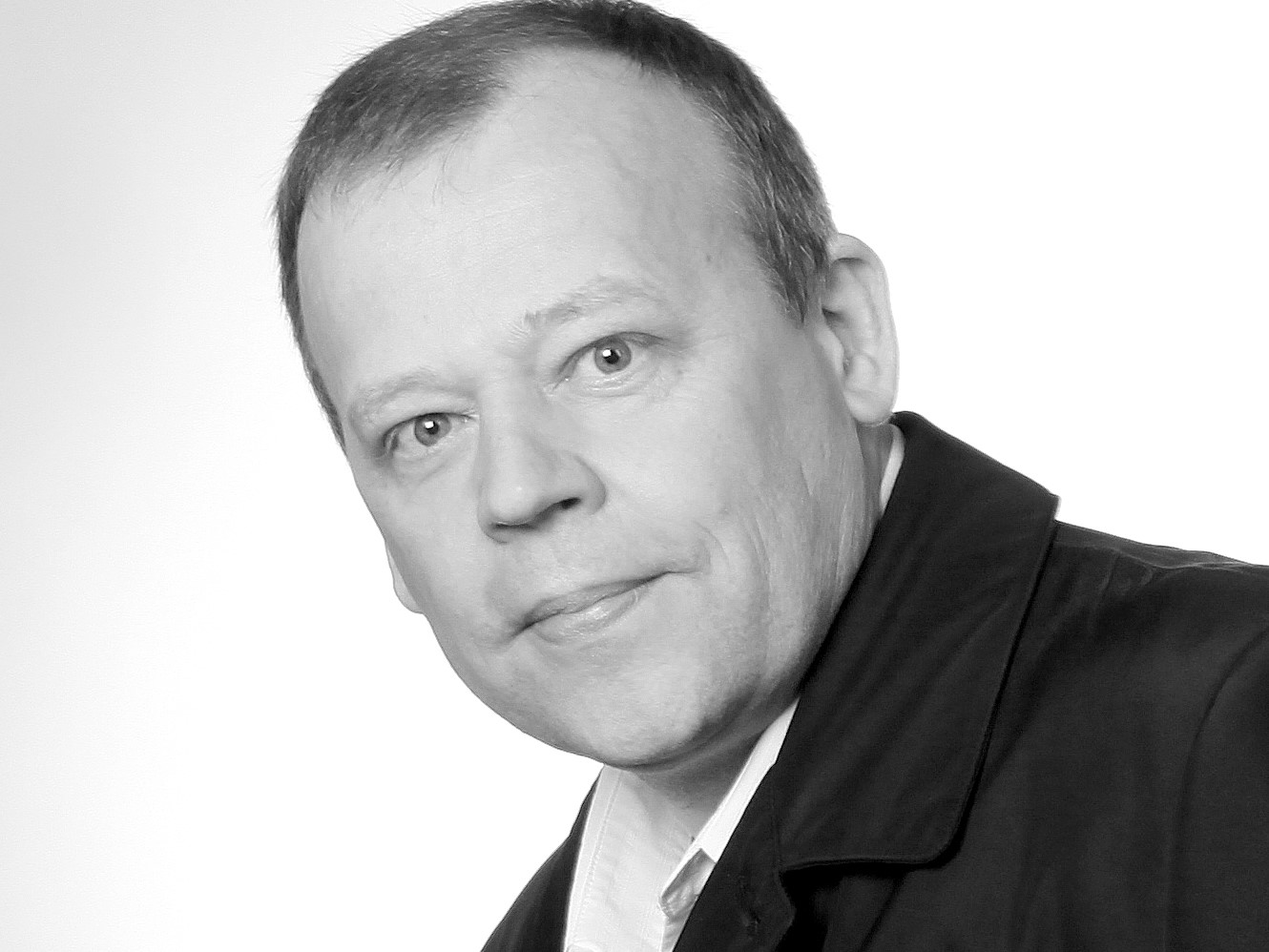
Thomas Brose

- Brose, Ulrich (* 1970), deutscher Ökologe und Hochschullehrer
- Brose, Wiebke (* 1975), deutsche Rechtswissenschaftlerin
- Brösel, Franz (1859–1926), deutscher Rechtsanwalt und Politiker, MdL
- Brösel, Gerrit (* 1972), deutscher Wirtschaftswissenschaftler
- Brösel, Goswin (1833–1910), deutscher Unternehmer und Politiker, MdL
- Brösel, Gustav Adolph (1825–1888), deutscher Lehrer, lutherischer Pfarrer und Autor
- Brösel, Hermann (1902–1984), deutscher Fotograf und Farbenfabrikant
- Brösel, Max (1871–1947), deutscher Maler
- Broselow, James (* 1943), US-amerikanischer Notarzt, Dozent, Erfinder und Unternehmer
- Brosenbauer, Anton (* 1909), österreichischer Fußballspieler
- Broser, Immanuel (1924–2013), deutscher Physiker
- Broser, Jonas (* 2003), österreichischer Fußballspieler
- Brosey, Dieter (* 1942), deutscher Kommunalpolitiker

### Brosh
- Brosh, Nina (* 1975), israelische Schauspielerin und Model
- Broshar, Sarah, US-amerikanische Filmeditorin
- Broshi, Eitan (* 1950), israelischer Politiker der Zionistischen Union
- Broshog, Tim (* 1987), deutscher Volleyballspieler

### Brosi
- Brosi, Albert (1836–1911), Schweizer Politiker (Liberale)
- Brosi, Baptist Johann (1791–1852), Schweizer Geistlicher, Rektor und Historiker
- Brosi, Gerhard (1943–1984), deutscher Politiker (SPD), MdB
- Brosi, Johann Rudolf (1801–1877), Schweizer Politiker und Richter, Tagsatzungsgesandter
- Brosi, Patrick (* 1987), deutscher Informatiker und Schriftsteller
- Brosi, Richard (1931–2009), Schweizer Architekt
- Brosick, Dominik (1873–1935), österreichisch-tschechoslowakischer Maler
- Brosien, Hermann (1847–1929), deutscher Gymnasiallehrer und Historiker
- Brosig, Alfred (1931–2021), deutscher Maler und Grafiker
- Brosig, Egon (1889–1961), deutscher Schauspieler und Sänger
- Brosig, Hermann (1906–1994), deutscher Kurarzt
- Brosig, Moritz (1815–1887), deutscher Komponist und Organist
- Brosig, Paul (1889–1944), deutscher römisch-katholischer Geistlicher und Märtyrer
- Brosig-Koch, Jeannette (* 1974), deutsche Wissenschaftlerin, Professorin für Volkswirtschaftslehre
- Brösigke, Leberecht Friedrich von (1720–1790), preußischer Oberst
- Brosin, Fritz (1858–1900), deutscher Frauenarzt, Geburtshelfer und Bergsteiger
- Brosin, Hans-Jürgen (1936–2024), deutscher Meteorologe, Meereskundler und Ozeanograph
- Broşin, Waleriý (1962–2009), sowjetisch-turkmenisch-russischer Fußballspieler
- Brosinski, Daniel (* 1988), deutscher FußballspielerDaniel Brosinski (* 1988)

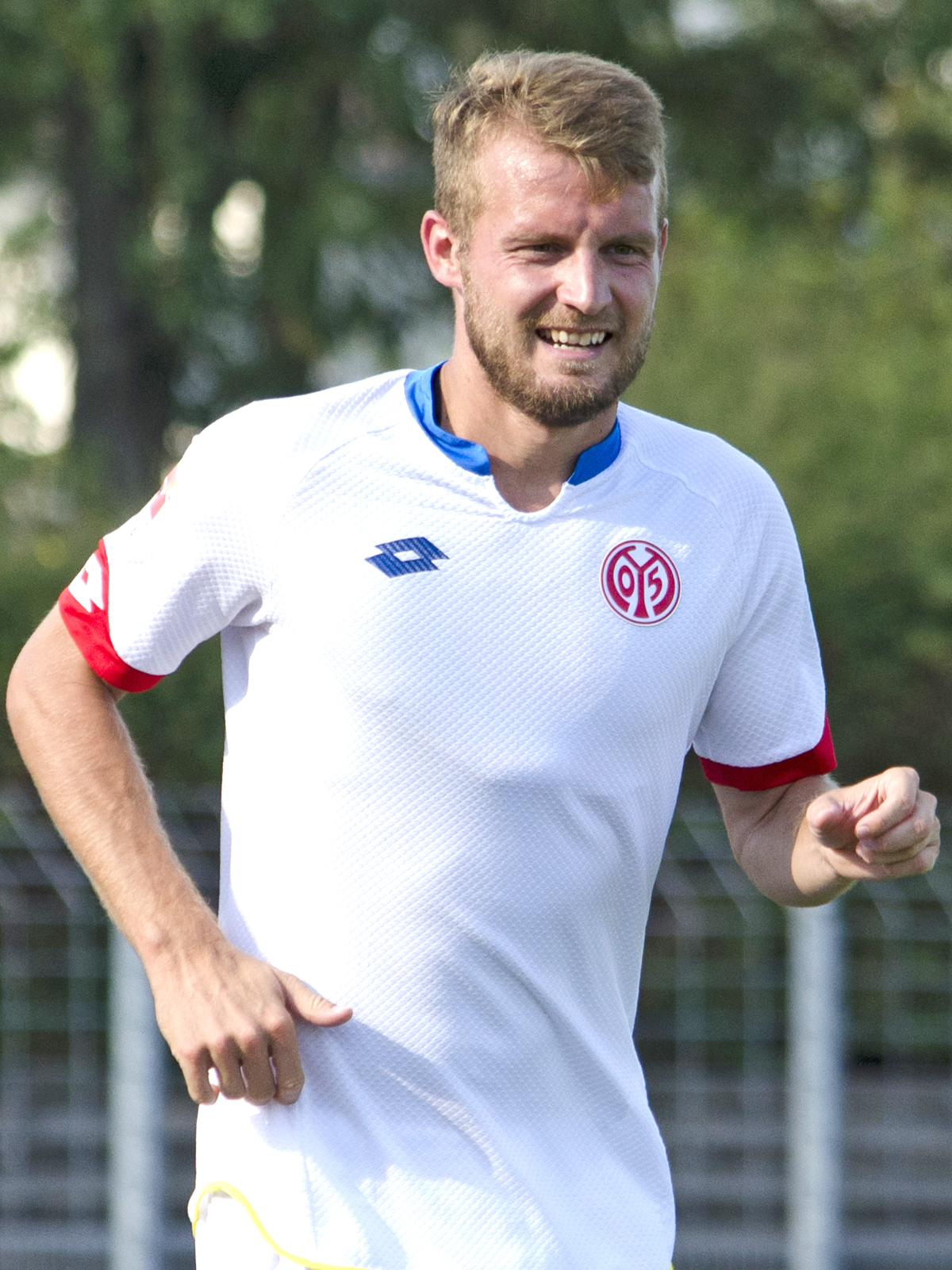
Daniel Brosinski (* 1988)

- Brosinski, Jenny (* 1984), deutsche Künstlerin
- Brosio, Manlio Giovanni (1897–1980), italienischer Politiker; NATO-Generalsekretär (1964–1971)
- Brosius, Caspar Max (1825–1910), deutscher Psychiater
- Brosius, Christiane (* 1966), deutsche Ethnologin und Südasienwissenschaftlerin
- Brosius, Dieter (* 1936), deutscher Archivar, Historiker und Autor
- Brosius, George (1839–1920), US-amerikanischer Turnlehrer
- Brosius, Hagen (* 1988), deutscher Leichtathlet und Extrem-Hindernisläufer
- Brosius, Hans (1891–1969), deutscher Journalist und politischer Funktionär (DNVP)
- Brosius, Hans-Bernd (* 1957), deutscher Kommunikationswissenschaftler und Hochschullehrer
- Brosius, Jürgen (* 1948), deutscher Molekulargenetiker und Evolutionsbiologe
- Brosius, Karl (1855–1920), preußischer Generalleutnant
- Brosius, Klaus-Ludwig (* 1944), deutscher Hindernisläufer
- Brosius, Laura (* 1990), deutsche Fußballspielerin
- Brosius, Maria, deutsche Historikerin
- Brosius, Marriott Henry (1843–1901), US-amerikanischer Politiker
- Brosius, Otto (1899–1975), deutscher Pädagoge und Hochschullehrer
- Brosius, Walter (1902–1973), deutscher Politiker (FDP), MdHB
- Brosius-Gersdorf, Frauke (* 1971), deutsche Rechtswissenschaftlerin und Hochschullehrerin

### Brosk
- Bröskamp, Elisabeth (* 1969), deutsche Politikerin (Bündnis 90/Die Grünen), MdL
- Bröske, Max (1882–1915), deutscher Ruderer
- Broske, Reinhold (1901–1979), deutscher Geistlicher und Spreewälder Mundartdichter

### Brosm
- Brosmer, Betty, US-amerikanische Schauspielerin und Modell

### Brosn
- Brosnahan, Rachel (* 1990), US-amerikanische Fernseh- und Filmschauspielerin
- Brosnahan, Timothy (1856–1915), amerikanischer katholischer Priester und Jesuit
- Brosnan, Courtney (* 1995), irische Fußballspielerin
- Brosnan, John (1947–2005), australischer Science-Fiction- und Fantasy-Schriftsteller
- Brosnan, Patrick (* 1968), US-amerikanischer Mathematiker
- Brosnan, Pierce (* 1953), irisch-US-amerikanischer SchauspielerPierce Brosnan (* 1953)

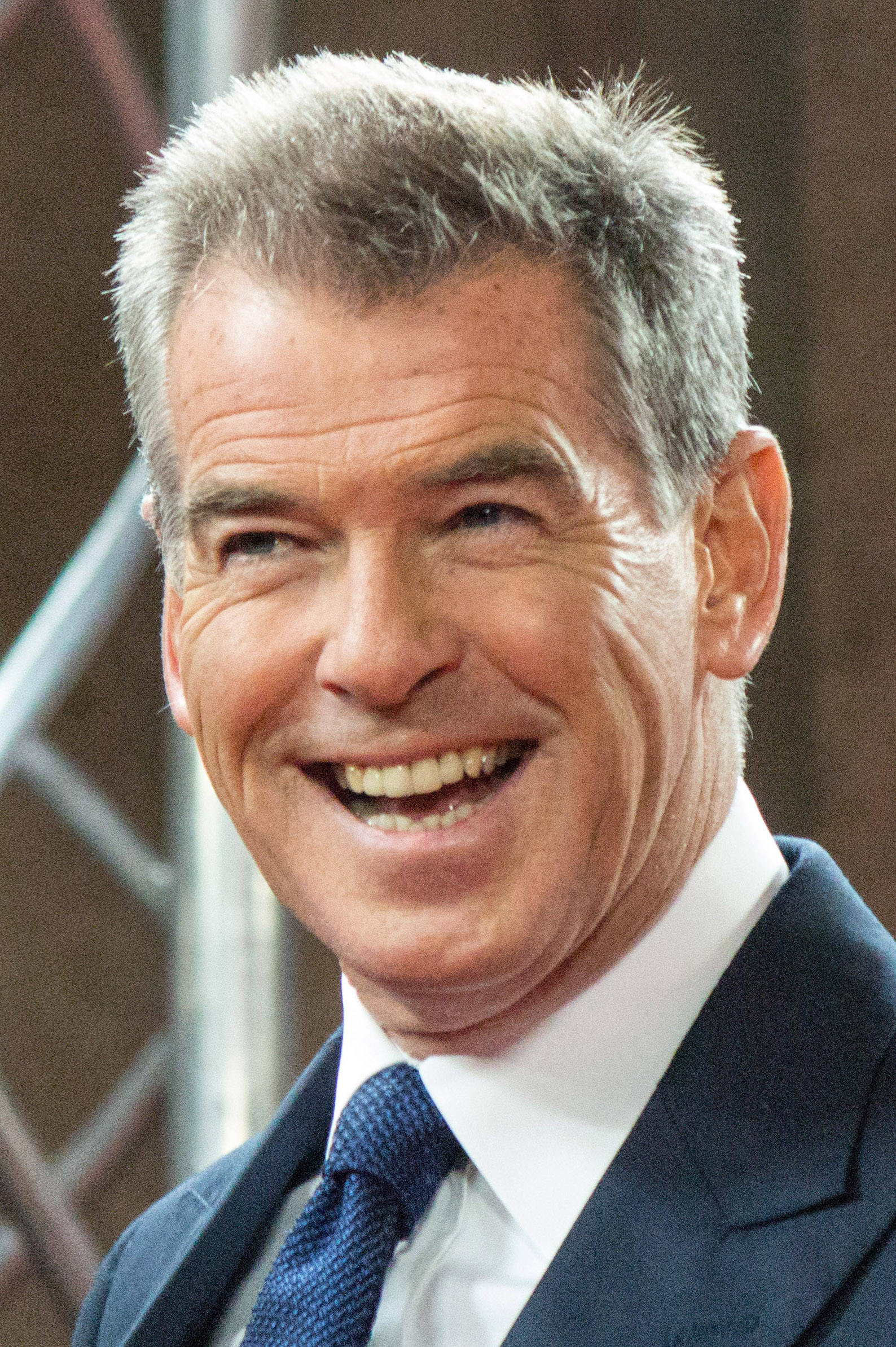
Pierce Brosnan (* 1953)

- Brosnan, Seán (1916–1979), irischer Politiker (Fianna Fáil)
- Brosnan, Troy (* 1993), australischer Mountainbiker

### Broso
- Brosolat Jensen, Nanna (* 1984), dänische Badmintonspielerin
- Broșovschi, Ladislau (1951–1990), rumänischer Fußballtorhüter

### Brosq
- Brosque, Alex (* 1983), australischer Fußballspieler

### Bross
- Broß, Alfred (1897–1969), deutscher Eisenbahnbeamter und Politiker
- Broß, Andreas (* 1971), deutscher Fußballspieler und Trainer
- Bross, Fritz Herbert (1910–1976), deutscher Puppenbauer
- Bross, Helmut (* 1931), deutscher theoretischer Physiker
- Bross, Helmut (1939–2015), deutscher Unternehmer, Rennfahrer und Deutscher Meister
- Broß, Ralf (* 1966), deutscher Politiker
- Broß, Siegfried (* 1946), deutscher Jurist, Richter des Bundesverfassungsgerichts
- Bross, Wiktor (1903–1994), polnischer Chirurg und Hochschullehrer
- Bross, William (1813–1890), US-amerikanischer Politiker
- Brossa, Joan (1919–1998), spanischer Schriftsteller und Plastikkünstler
- Brossard de Beaulieu, Geneviève (1755–1835), französische Malerin
- Brossard, Edmond (1900–1991), französischer Hindernis-, Cross-, Hürden-, Mittelstrecken- und Langstreckenläufer sowie Dreispringer
- Brossard, Nicole (* 1943), kanadische Schriftstellerin, Essayistin, Herausgeberin, Regisseurin und Feministin
- Brossard, Phénix (* 1992), französischer Filmschauspieler
- Brossard, Sébastien de (1655–1730), französischer Komponist, Autor und Musikschriftsteller
- Brossardt, Bertram (* 1960), deutscher Verbandsfunktionär, Hauptgeschäftsführer von Wirtschaftsverbänden
- Brossart, Ferdinand (1849–1930), Generalvikar und Bischof von Covington, Kentucky, USA
- Broßart, Victoria (* 1992), deutsche Politikerin (Bündnis 90/Die Grünen)Victoria Broßart (* 1992)

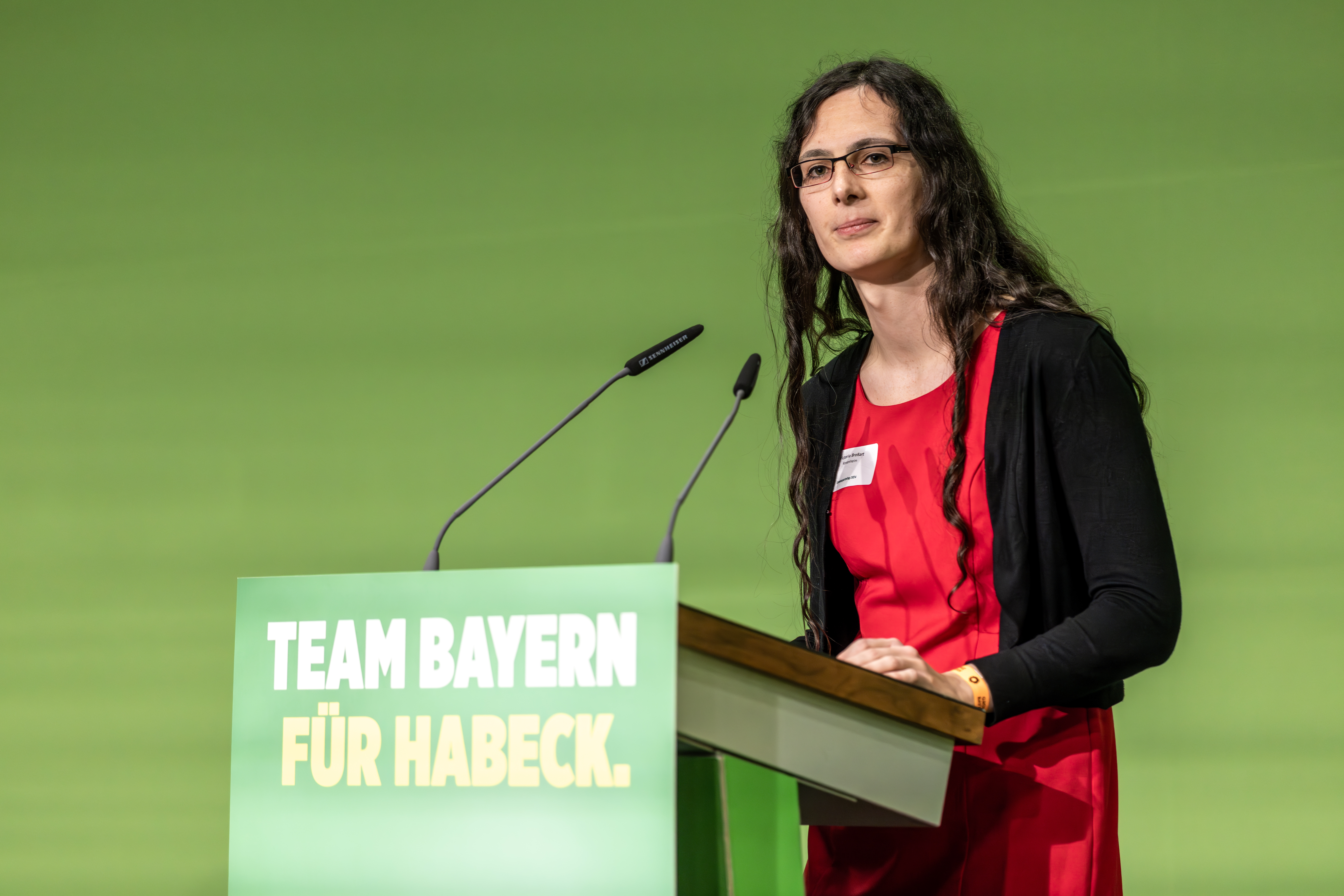
Victoria Broßart (* 1992)

- Brossat, Ian (* 1980), französischer Politiker
- Brossay-Saint-Marc, Godefroy (1803–1878), französischer Kardinal der römisch-katholischen Kirche
- Brosse, Claude de (1666–1750), General der Kavallerie, bevollmächtigter Minister und Gesandter bei der Generalstaaten
- Brossé, Dirk (* 1960), belgischer Komponist und Dirigent
- Brosse, Louis Gabriel (1619–1685), französischer Benediktiner
- Brosse, Salomon de (1571–1626), französischer Architekt
- Brosse, Stéphane (1971–2012), französischer Skibergsteiger
- Brosseder, Claudia (* 1973), deutsche Kulturwissenschaftlerin und Historikerin
- Brosseder, Hubert (1940–2019), deutscher römisch-katholischer Theologe und Homiletiker
- Brosseder, Johannes (1937–2014), deutscher römisch-katholischer Theologe
- Brossel, Jean (1918–2003), französischer Physiker
- Brosselin, Paul (1900–1978), französischer Automobilrennfahrer
- Brosselt, Harald (* 1956), deutscher Fußballspieler
- Broßelt, Max (1909–1990), deutscher SED-Funktionär, VdgB-Funktionär
- Brosses, Charles de (1709–1777), französischer Schriftsteller
- Brosses, Mademoiselle Des (1657–1722), französische Schauspielerin
- Brosset, Marie Felicité (1802–1880), französischer Orientalist
- Brossier, Amandine (* 1995), französische Sprinterin
- Brossier, Benjamin (* 1994), französischer Tischtennisspieler
- Brossier, Frédéric (* 1992), deutsch-französischer Schauspieler
- Brossin de Méré, Andrée (1915–1987), Schweizer Textilkünstlerin
- Brössler, Daniel (* 1969), deutscher Journalist
- Broßmann, Carl (1892–1970), deutscher Politiker und Funktionär der DDR-CDU
- Broßmann, Gustav (1830–1897), deutscher Bildhauer
- Broßmann, Hans (1923–1997), deutscher Landwirt, Winzer und Politiker (FDP), MdL
- Broßmann, Heinrich (1794–1856), deutscher Kaufmann und Politiker, MdL
- Brossmann, Heinz (1933–2015), österreichischer Kameramann, Film- und Fernsehtechniker sowie Unternehmer
- Broßmann, Patricia (* 1997), deutsche Basketballspielerin
- Broßmann, Walter (1882–1948), österreichischer Architekt
- Broßmann, Wilhelm Heinrich (1829–1879), deutscher Kaufmann und Politiker, MdL
- Brössner, Gerhard (* 1940), rumänisch-österreichischer Schauspieler
- Brossoit, Laurent (* 1993), kanadischer Eishockeytorwart
- Brossok, Eberhard (1892–1982), deutscher Verwaltungsbeamter, Landrat von Wittgenstein, Richter und Direktor des Landesverwaltungsgerichtes Münster
- Brossok, Hilke (* 1942), deutsche Juristin und Richterin, ehemaliges Mitglied des Verfassungsgerichts Nordrhein-Westfalen
- Brossolette, Pierre (1903–1944), französisches Mitglied der Résistance, NS-Opfer
- Broßwitz, Conrad (1881–1945), deutscher Politiker (SPD), MdR
- Brossy, René (1906–1991), französischer Radrennfahrer

### Brost
- Brost, Anneliese (1920–2010), deutsche Verlegerin
- Brost, Erich (1903–1995), deutscher Verleger und JournalistErich Brost (1903–1995)

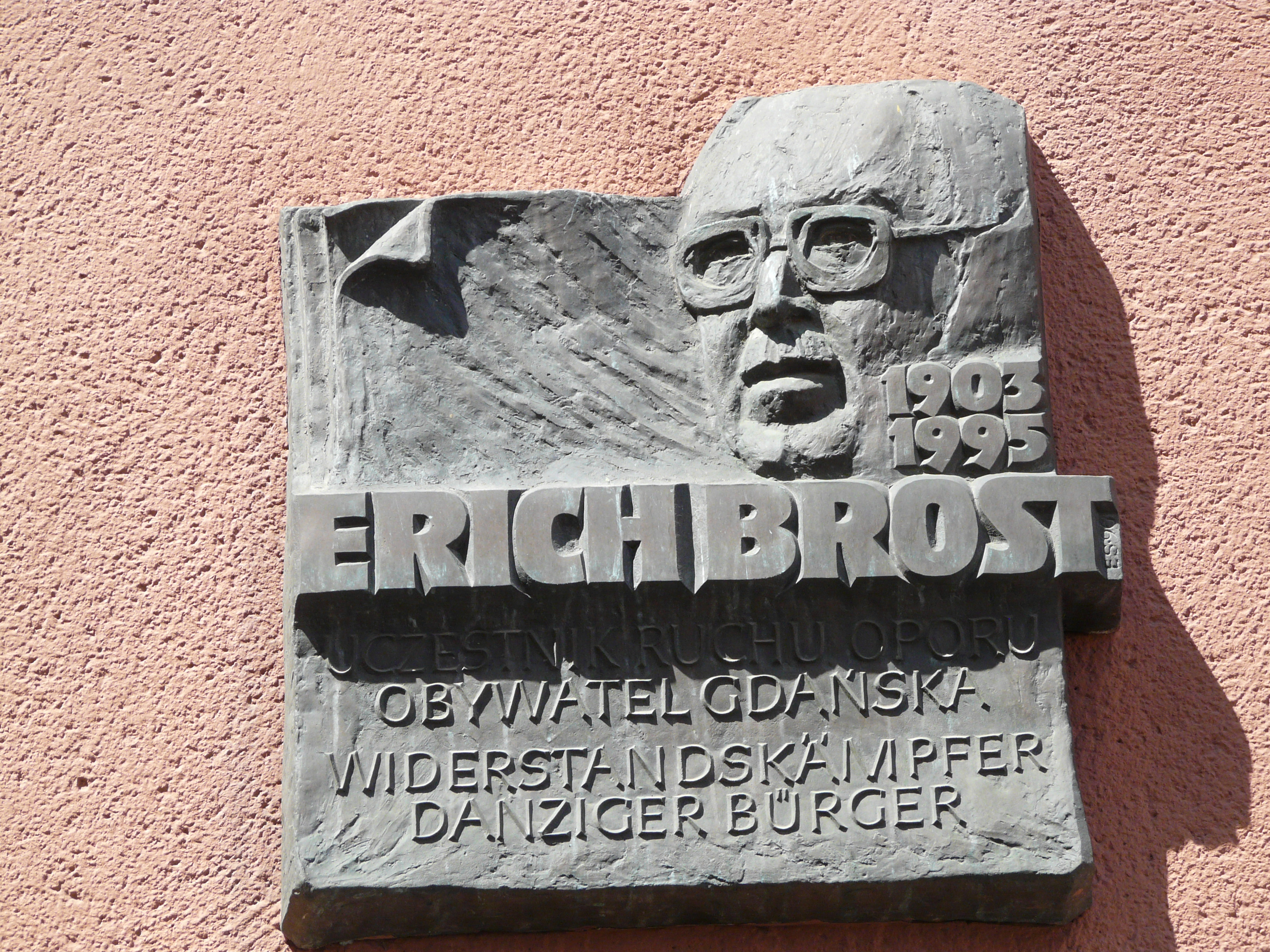
Erich Brost (1903–1995)

- Brost, Georg (1878–1973), deutscher Politiker (DNVP), Mitglied der Sächsischen Volkskammer (1919–1920) und Gewerkschaftsfunktionär
- Brost, Heinrich (1899–1960), schwedischer Fußballspieler, -trainer und -funktionär
- Brost, Marc (* 1971), deutscher Journalist und Sachbuchautor
- Brost, Todd (* 1967), kanadischer Eishockeyspieler und -trainer
- Brost, Wolfgang (1936–2016), deutscher Konteradmiral der Bundesmarine
- Broste, Nick, US-amerikanischer Jazzmusiker
- Broström, Håkan (* 1955), schwedischer Jazzmusiker
- Brostrøm, Torben (1927–2020), dänischer Literaturhistoriker, -kritiker und Hochschullehrer
- Brostrup, Michael (* 1965), dänischer Theaterschauspieler

### Brosy
- Brosy, Johann Bertram († 1722), deutscher Gerichtsschreiber und Posthalter

### Brosz
- Brosz, Dieter (* 1968), österreichischer Politiker (Grüne), Abgeordneter zum Nationalrat
- Brosz, Marcin (* 1973), polnischer Fußballspieler und -trainer
- Broszat, Martin (1926–1989), deutscher Historiker
- Broszat, Nele (* 2004), deutsche Volleyballspielerin
- Broszinski, Hartmut (1935–2020), deutscher Bibliothekar und Altgermanist
- Broszkiewicz, Jerzy (1922–1993), polnischer Autor, Schriftsteller und Journalist